# مينلاوس
في الميثولوجيا اليونانية، كان مينلاوس (من اللفظة اليونانية μένος  التي تعني «الحميّة، الاهتياج، القوة»، ولفطة λαός  التي تعني «الناس»، «سخط الناس») ملكًا لأسبرطة الموكيانية (قبل الدورية)، وزوج هيلين الطروادية، وابنًا لأتريوس وأيروب. وفقًا للإلياذة، كان مينلاوس شخصية محورية من شخصيات حصار طروادة، وكان قائد فرقة أسبرطة من الجيش اليوناني، تحت قيادة أخيه الأكبر أجاممنون، ملك موكناي. كان مينلاوس بارزًا في كل من الإلياذة والأوديسة، وكان رائجًا أيضًا في فن الرسم على المزهريات وفي مسرح التراجيديا اليوناني، وكان يذكر في المسرح باعتباره واحدًا من أبطال حصار طروادة أكثر منه واحدًا من أفراد أسرة أتريوس المنكوبة.

## صعوده إلى العرش وحكمه
رغم أن الأدباء الأوائل، كإسخيليوس، يذكرون نشأة مينلاوس بإيجاز، لكن المصادر المفصّلة متأخرة نوعًا ما، وتعود إلى تاريخ لاحق للتراجيديا اليونانية خاصة القرن الخامس ق.م. وفقًا لهذه المصادر، كان والد مينلاوس، أتريوس، في نزاع مع أخيه ثيستيس على عرش موكناي. بعد صراع من الكر والفر شاركت فيه الخيانة الزوجية وسفاح القربى وأكل لحوم البشر، فاز ثيستيس بالعرش بعد أن قتل ابنه إيجيسثوسُ أتريوسَ. نتيجة لذلك، نُفي ولدا أتريوس، مينلاوس وأجاممنون. أقاما في البداية مع بوليفيديس ملك سيكيون، ثم مع أوينيوس ملك كاليدون. لكن عندما اعتقدا أن الوقت صار مناسبًا لعزل حاكم موكناي المعادي، عادا. بمساعدة من تنداريوس ملك أسبرطة، دحرا ثيستيس ونصب أجاممنون نفسه على العرش.

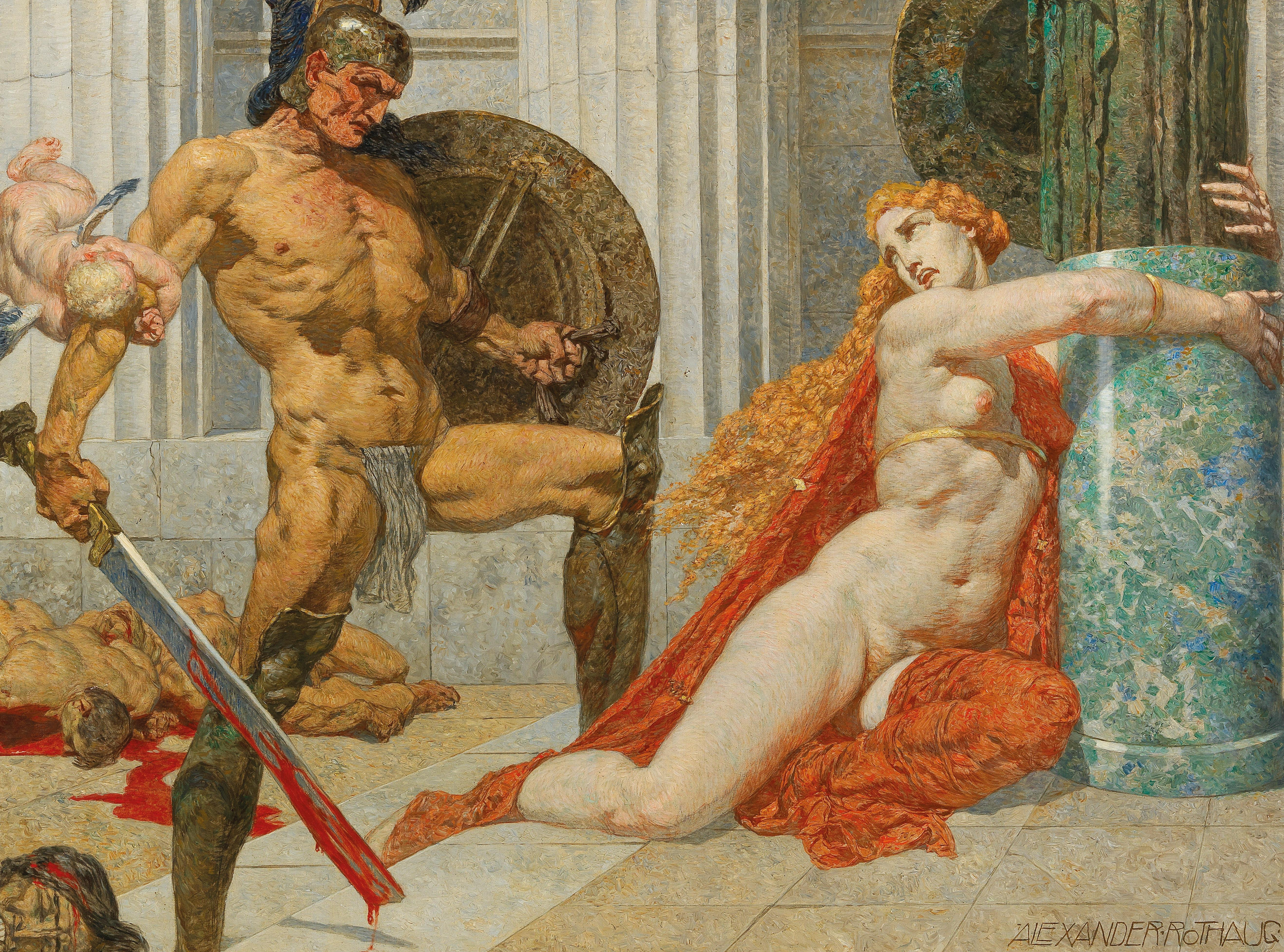
مينلاوس يَجد هيلين بريشة الكسندر روثاغ.

عندما بلغت هيلين ابنة زوجة تنداريوس سن الزواج، تقدم العديد من الملوك والأمراء طالبين يدها. كان من بين المتنافسين أوديسيوس، ومينيسثيوس، وآياس العظيم، وفَطرُقل، وإيدومينيوس. قدم معظمهم هدايا مترفة. لم يقبل تنداريوس أيًا من الهدايا، ولم يصرف أيًا من الخاطبين خوفًا من الإساءة إليهم أو التسبب بشجار. قطع أوديسيوس وعدًا بحل المشكلة بطريقة مرضية إذا ما سانده تنداريوس في طلبه يد ابنة أخيه بينيلوبي، ابنة إيكاريوس. وافق تنداريوس فورًا، واقترح أوديسيوس أنه، وقبل اتخاذ القرار، يجب أن يقسم كل الخاطبين بأغلظ الأيمان على الدفاع عن الزوج المختار في أي شجار. ثم قُرر وجوب سحب القش من يد هيلين. كان مينلاوس الفائز من الخاطبين (وكي لا يُغضب تنداريوس أجاممنون الجبار عرض عليه واحدة من بقية بناته، كليتمنسترا). أقسم بقية الخاطبين أيمانهم، وزُوج مينلاوس وهيلين، وصار مينلاوس حاكم أسبرطة مع هيلين بعد عن أن تنازل تنداريوس وليدا عن عرشيهما. حظي مينلاوس وهيلين بابنة أسمياها هيرمايوني استنادًا لمصادر مثل صافو، بينما تنص بعض نسخ الأسطورة على أنهما حظيا بثلاثة أبناء أيضًا هم: أيثيولاس، ومارافيوس، وبليسثينيس.
اكتُشف قصرهم المُفترض (بدأت التنقيبات في عام 1926 واستمرت حتى عام 1995) في بيلانا، لاكونيا، إلى الشمال الغربي من أسبرطة المعاصرة (والكلاسيكية). يعتبر علماء آثار أخرون أن بيلانا بعيدة جدًا عن المراكز الموكنائية الأخرى ولا يمكن أن تكون «عاصمة مينلاوس».

## حصار طروادة
بحسب الأسطورة، في مقابل منحها التفاحة الذهبية المنقوش عليها «لأكثرهن جمالًا»، وعدت أفروديت باريس بأجمل امرأة في العالم. بعد إنجازه مهمة دبلوماسية في أسبرطة كان مينلاوس غائبًا عن القسم الأخير منها بغية حضور جنازة جده لأمه كاتريوس في كريت، فرّ باريس إلى طروادة مع هيلين رغم نهي أخيه هيكتور إياه عن ذلك. استنادًا إلى قسم تنداريوس، جمع مينلاوس وأجاممنون أسطولًا قوامه ألف سفينة أبحروا به إلى طروادة لتأمين عودة هيلين؛ لكن الطرواديين رفضوا ذلك، مقدمين برفضهم ذريعة حرب قام عليها حصار طروادة.